# Biharsályi
Biharsályi (Șauaieu) település Romániában, a Partiumban, Bihar megyében.

## Fekvése
A Király-erdő nyúlványai alatt, Nagyváradtól délre fekvő település.

## Története
Biharsályi, Sályi Árpád-kori település. Nevét 1291–1294 között in Sauli néven említette először oklevél. 1319-ben v. nostra [cap-i Warad.] Sawuly, 1332–1337 között Andreas sacerdos de v. Sauli néven a váradi káptalan birtoka volt. 1319-ben Pósa keleti határosa volt. Papja 1291–1294 között egy évben 1/2 márkát adott a püspöknek; 1332–1336 között évi 15 garas, 1337-ben 14 garas pápai tizedet fizetett. Biharsályi, Sályi nevét a bécsi kódex is említette a 13. században mint nagyobb községet.
A 16. században az egész községet tűzvész hamvasztotta el, úgy hogy összesen 6 család maradt benne.
1851-ben Fényes Elek írta a településről: „Sályi, románul Savai, Bihar vármegyében, egy dombon, 290 római katholikus, 316 görög katholikus, 6 református, 3 zsidó lakossal, katholikus és óhitü anyatemplommal. Határa 1590 hold, ... Birja a váradi deák káptalan.”
A Tenkei járás egyik körjegyzősége volt.

## Nevezetességek
- Római katolikus templomát 1745-ben alapították, majd 1834-1835 között alapjaitól újjáépítették.[2]
- Görögkeleti templomát 1935-1945 között építették.[3]

## Híres szülöttei
- Szacsvay Imre (1818–1849) Kisürögdön született, de Sályiban anyakönyvezték (vö.: Fleisz J.: Szacsvay Imre emlékezete. Budapest, 2011, 9.), országos képviselő, a Képviselőház jegyzője, a függetlenségi nyilatkozat aláírása miatt halálra ítélték.